# Burgtheater
A Burgtheater (magyarul Várszínház) bécsi színház, az osztrákok nemzeti színháza, amely nemcsak Ausztria, hanem Európa egyik legjelentősebb színpada.

## Fekvése
Bécs első kerületében található, a Dr. Karl Lueger Ring 1. szám alatt.

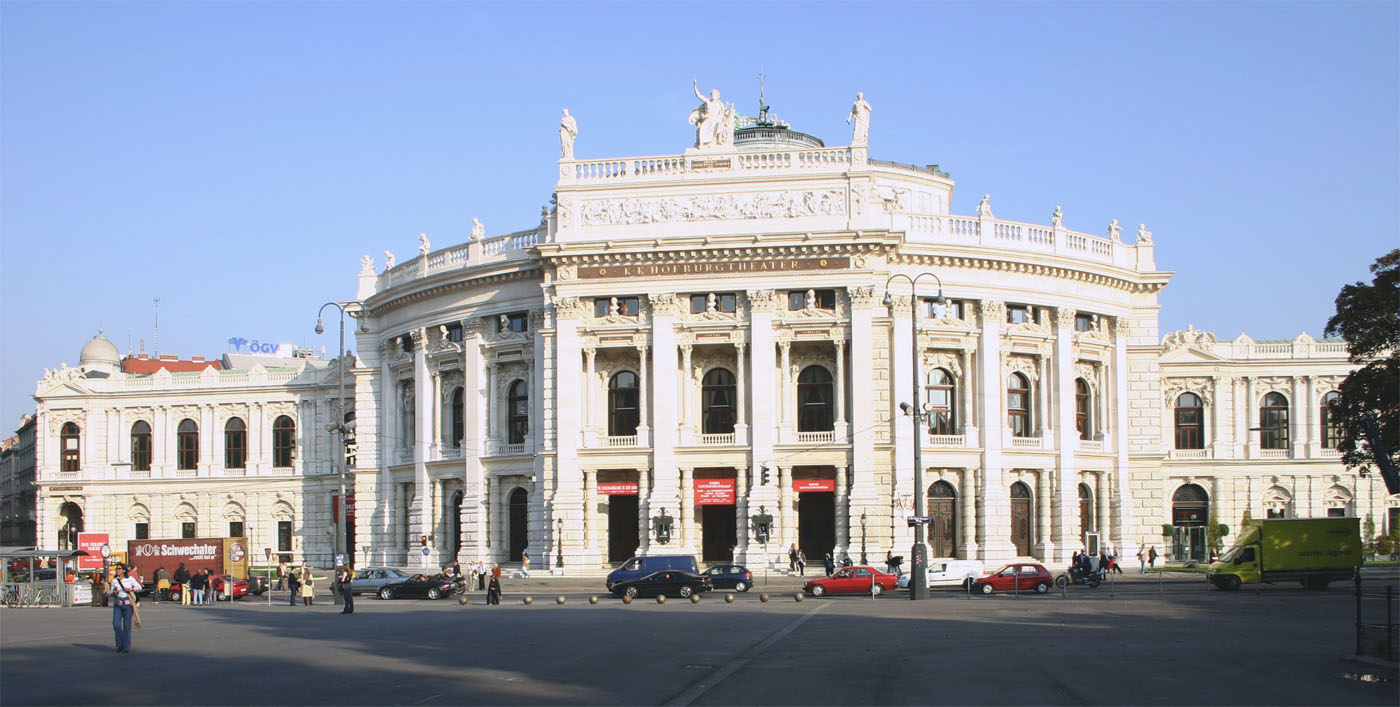
Burgtheater (homlokzat)

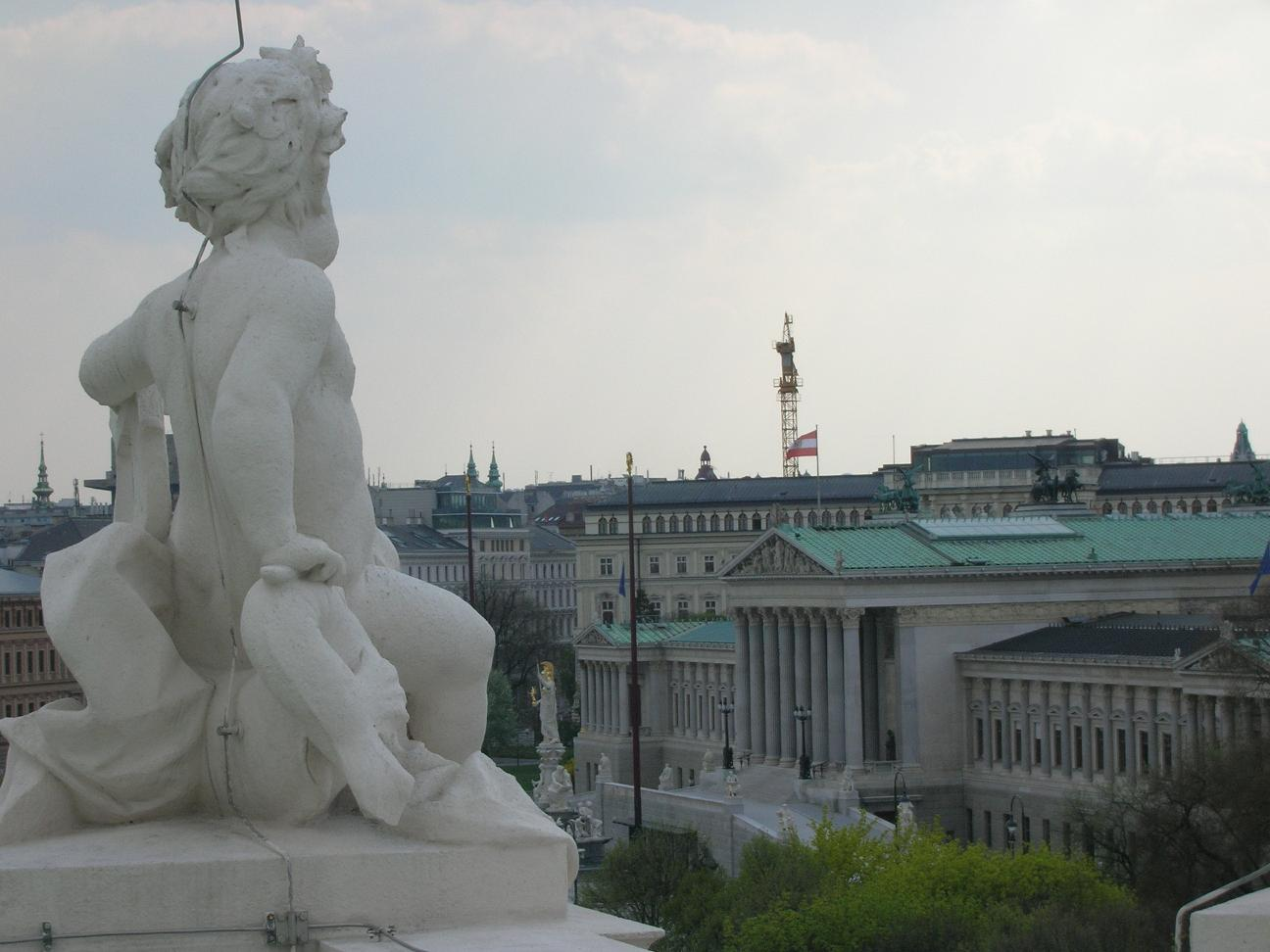
Látkép a Burgtheater tetejéről

## Története

### A kezdetek

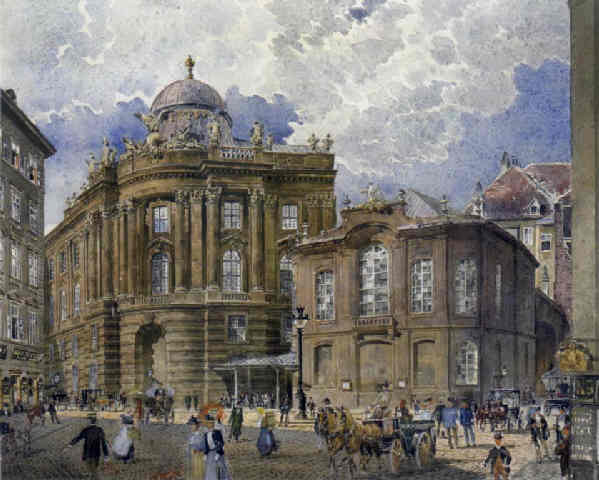
A régi Burgtheater a Michaelerplatzon

A színházat eredetileg bálteremnek építették, a Hofburg alsó kertjében, 1540-ben, I. Ferdinánd császár idején. 1741-ben Mária Terézia engedélyezte, hogy az épületet színházzá alakítsák át.
1748-ban megnyílt a Theater nächst der Burg – a színház neve tehát innen ered, a Hofburgra utal. Az eredeti színház nézőtere fából készült. A császári család a Hofburgból egy föld alatti járaton keresztül egyenesen a színházba juthatott.
A Michaelerplatzon található létesítményben többek között Christoph Willibald Gluck, Ludwig van Beethoven és Wolfgang Amadeus Mozart műveit játszották. Itt mutatták meg először Mozart Szöktetés a szerájból című daljátékát. Az első nem zenei jellegű bemutatók Franz Grillparzer darabjainak ősbemutatói voltak.
1776-ban II. József külön színházrendeletet hozott, melyben megszabta, milyen darabokat játszhatnak a színházban. 1794-től a színház a k.k. Hoftheater nächst der Burg (Bécsi császári és királyi udvari színház a Vár mellett) nevet viselte.

### Az új épület a Ringen

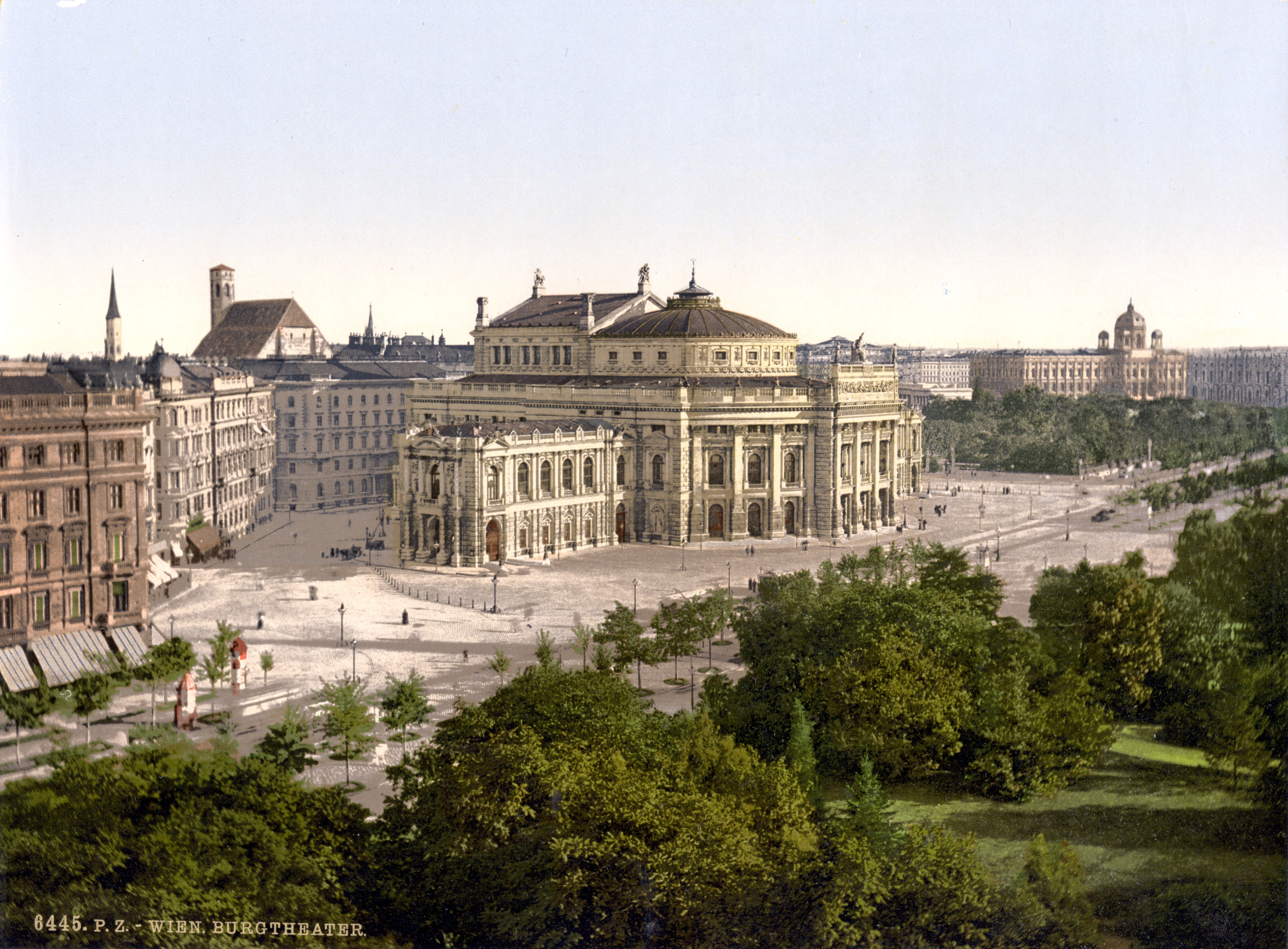
Az új Burgtheater 1900 körül

1888. október 12-én gördült fel utoljára a függöny a Michaelerplatzon található színházban (az épületet azóta lebontották).
Az új, ma is ismert, neobarokk stílusú épületet Gottfried Semper és Karl Freiherr von Hasenauer építészek tervei alapján építették. A két építész nevét ma egy-egy utca őrzi Bécs 18. kerületében.
Az építkezés 14 évig tartott, mivel a két építész elképzelései igen különböztek egymástól. Végül Hasenauer fejezte be a munkát.
Az új színház nagyon hasonlít a drezdai Semper-operára (nem csoda, hiszen ugyanaz az építész tervezte). Homlokzatát neves költők mellszobrai díszítik (Calderon, Shakespeare, Molière, Schiller, Goethe, Lessing, Halm, Grillparzer és Hebbel). A főbejárat felett Apollón trónol, a két szárny homlokzatát allegorikus alakok díszítik. Érdekesség, hogy a régi színház arcképcsarnokából áthozták a festett portrékat, de mivel azok túl kicsinek bizonyultak, meghosszabbították őket, még ma is látszik rajtuk a vászon „törése”.
A díszes lépcsők (a jobb oldali a "Kaiserstiege", azaz császári lépcső, melyet eredetileg csak a császár használhatott, a másik az "Erzherzogstiege", mely a többi Habsburgnak volt fenntartva) fölötti mennyezet olajfestményei Gustav Klimt, Ernst Klimt és Franz Matsch alkotásai. Az egyik képen, amely Molière Képzelt beteg c. darabjának egyik jelenetét ábrázolja, a három művész magát is megörökítette. Noha a színház neve 1919 óta Burgtheater, még mindig látható rajta a K.K. Hofburgtheater felirat.
Az új színházat Grillparzer Eszter c. művével, valamint Schiller Wallenstein trilógiájának első részével nyitották meg 1888. október 14-én.
Sajnos, az új színház akusztikája nem volt tökéletes, ezért 1897-ben átépítették a nézőteret. A színpadon beszélt nyelv, a Burgtheaterdeutsch eredetileg egy színpadi "osztrák" műnyelv volt (a színészek különféle földrajzi tájakról érkeztek), többen állítják, hogy többek között a színház akusztikai gondok miatt is alakult ki, jól kellett artikulálniuk a színészeknek, hogy hátul is megértsék a nézők.
Míg a színházba járás korábban a császári család és a nemesek kiváltsága volt, a 19. század végére egyre inkább teret hódított más társadalmi rétegek körében. Eleinte szigorúan elkülönítették a nézőtéren a nemeseket a polgári rétegtől, ám mégis a társadalmi rétegek találkozópontjává vált a Burgtheater. Az is igaz azonban, hogy a polgárságnak is megvolt a maga színháza, a Volkstheater.
A Burgtheater kamaraszínháza, az Akademietheater az 1922–1923-as évadban nyitotta meg kapuit.

### A második világháború alatt
A háború a Burgtheaterban sem múlt el nyomtalanul. A színház vezetése nem tanúsított különösebb ellenállást a náci rezsimmel szemben; az Anschluss után sok színészt származása miatt deportáltak, és ezt a legtöbben tétlenül néztek. Sok neves színész a háború után komoly lelkiismereti válságba került a háború során tanúsított viselkedése miatt, mint például a hallatlanul népszerű Paula Wessely-Attila Hörbiger színész házaspár, akiket felhasználtak a náci propaganda céljaira. Erről a témáról később Elfriede Jelinek darabot is írt Burgtheater címmel, amelyben egyértelműen felismerhető a híres színészcsalád.
1945-ben a Vörös Hadsereg befészkelte magát a színház épületébe, és többek között fegyverraktárnak használta azt. 1945. április 12-én, röviddel a háború vége előtt bombatalálat pusztította el a színpadot, majd a nézőtér is kiégett, így a társulat a háború után az újjáépítésig a Ronacher bécsi varietészínházban kapott menedéket. Csak a két szárny maradt meg, a két díszlépcsővel.
A teljesen újjáépített színházat 1955. október 14-én nyitották meg Mozart Kis éji zenéjével. A következő két napon Franz Grillparzer Ottokár király tündöklése és bukása c. darabját mutatták be két díszelőadáson. A főszerepeket Ewald Balser és Attila Hörbiger játszották.

### A Burgtheater napjainkban

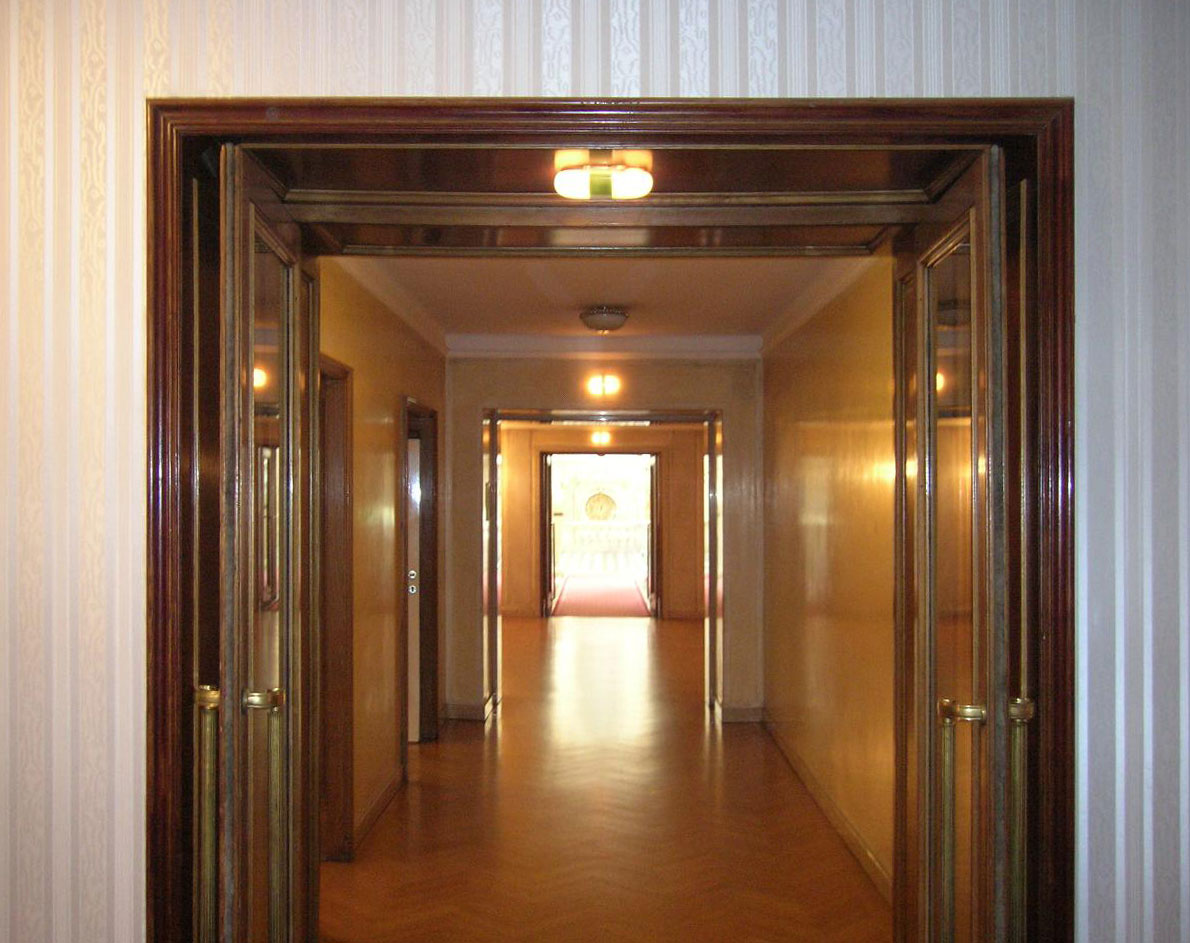
A mai Burgtheater folyosója

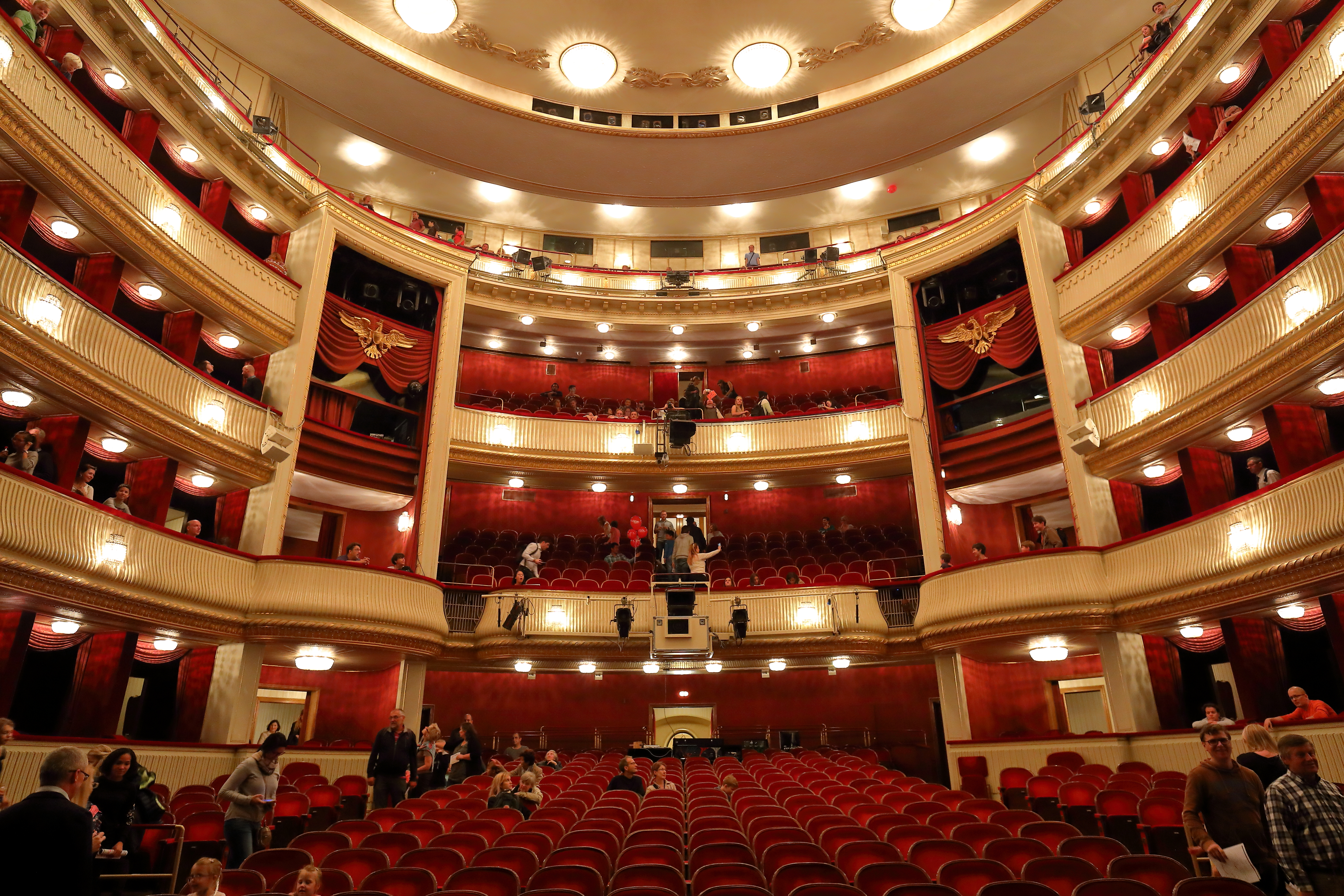
A nézőtér

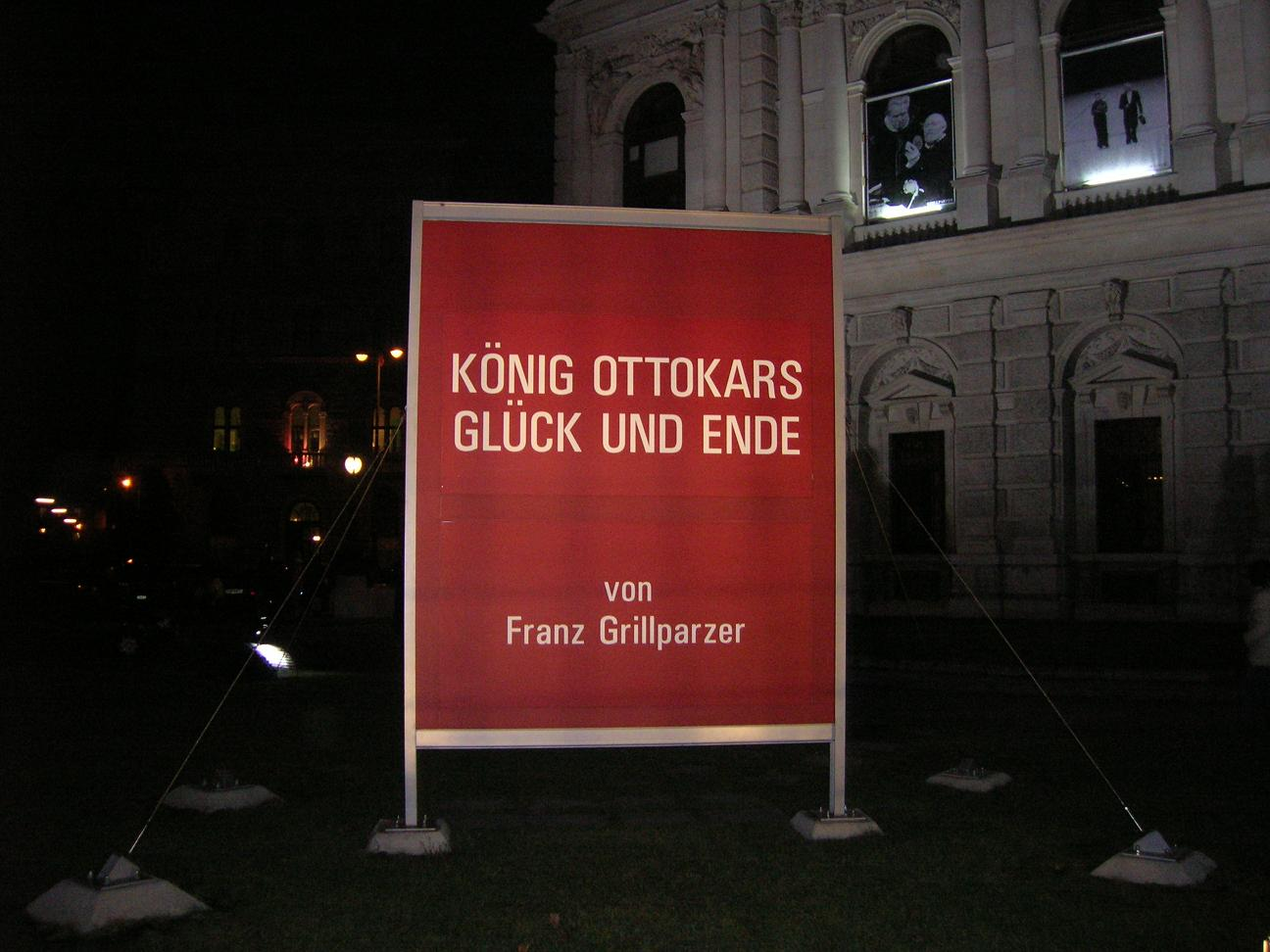
A híres piros színű programtábla a színház előtt, 2005

Az első jelentős színházigazgató, akinek neve a Burgtheater háború utáni nemzetközivé válását fémjelzi, Gerhard Klingenberg volt, aki 1970–1975-ig vezette a színházat és olyan neves rendezőket hívott meg, mint Dieter Dorn, Peter Hall, Luca Ronconi, Giorgio Strehler, Roberto Guicciardini, Claus Peymann (aki később a színház igazgatója is lett) és Otomar Krejca. Az ő idejében mutatták be Thomas Bernhard első színdarabját, a Vadásztársaságot. Érdekesség, hogy maga Bernhard neve is szóba került később Klingenberg utódaként.
1986–99-ig a német Claus Peymann állt a Burgtheater élén, ő volt a színház eddigi igazgatói közül az, aki legjobban megosztotta a közönség véleményét. A híres Burgtheater-botrány (1988) Thomas Bernhard Hősök tere (Heldenplatz) című, Peymann rendelésére, a Burgtheater fennállásának 100. évfordulójára írt drámájának ősbemutatója volt, melyben az osztrák drámaíró nyíltan szembenézett az osztrákok történelmének addig szinte elhallgatott epizódjával: nyíltan kritizálta, hogy az ország polgárainak többsége az Anschluss idején szimpatizált Hitler nagyhatalmi törekvéseivel. Ezt természetesen az osztrákok többsége nem nézte jó szemmel, hiszen legszívesebben kitörölték volna az emlékezetükből ezeket az éveket. Thomas Bernhard a felzúdulások után meg is tiltotta, hogy műveit Ausztriában megmutassák, ám féltestvérének köszönhetően, aki hagyatékát és végrendeletét kezeli, ismét játszanak Bernhard-darabokat az osztrák színházak, így a Burgtheater is.
2005 októberében a háború után újjáépített Burgtheater fennállásának 50. évfordulóját ünnepelte. Ebből az alkalomból ismét bemutatták Grillparzer Ottokár királyát, ezúttal a formabontó eszközökkel dolgozó karintiai Martin Kušej rendezésében. A darab új értelmezése szakít az eddigi hagyományos mondanivalóval, amely Habsburg Rudolfot nemzeti hősként állította be, és két különböző karakterű zsarnok hatalmi versengését állítja a középpontba, aktuális politikai áthallásokkal. A parádés szereposztás (Ottokárt a televízióból ismert Tobias Moretti alakította) azt eredményezte, hogy az előadásra szinte lehetetlen volt jegyet szerezni.
A Burgtheaterban a Mozart-emlékévre is megemlékeztek, 2006 májusában bemutatták a Szöktetés a szerájból c. daljátékot.
A Burgtheater nemcsak a klasszikus darabok, hanem a modern színházi kísérletek helyszíne is. A 2005–2006-os két neves akcionista művész, Hermann Nitsch és Christoph Schlingensief performance-a is helyet kapott a színház műsorán. Műsoraik természetesen, mint mindig, megosztották a bécsi törzsközönséget. 2005-ben a Die Toten Hosen punkzenekar is fellépett a színház épületében, egy "unplugged" műsor keretében, melyről hangfelvétel is készült.
A Burgtheater igazgatója 2009-től 2014-ig a német Matthias Hartmann volt, akit 2014 tavaszán menesztettek, mert neve összefüggésbe került a színház eladósodásával. Helyére Karin Bergmannt nevezték ki, ő a Burgtheater első igazgatónője.

## A bécsiek és aBurgtheater
A bécsiek számára a Burgtheater szinte szent dolognak számít. A társulat tagjai között ma is vannak ünnepelt sztárok, mint egykor, a 19. század derekán Charlotte Wolter, akinek kiáltására hisztérikus tapsvihar tört ki a nézőtéren, vagy a legendás Paula Wessely-Attila Hörbiger házaspár, akik filmen is nagy sikert arattak. A Hörbiger-klán egyébként ismert színész-dinasztia, a házaspár mindhárom lánya, Elisabeth Orth, Maresa Hörbiger és Christiane Hörbiger játszott a Burgtheater színpadán, Maresa Hörbiger, Elisabeth Orth és fia, Cornelius Obonya jelenleg is a társulat tagjai. A társulat leghíresebb tagjainak portréja a színház folyosóján található arcképcsarnokban látható. Nemrég modern arcképekkel is bővült a gyűjtemény.
A színház érdemes művészeinek elhalálozásuk után Burgtheater-temetés dukál, a színház díszlépcsőjén vesznek végső búcsút a művészektől, majd a koporsóval tesznek egy kört a színház körül. Egy-egy legendás társulati tag temetésére az ország minden részéből ezrek érkeznek, mint pl. Josef Meinrad temetésére 1996-ban, akiről később el is nevezték a Burgtheater és a Volksgarten közötti kis teret.
A színházban beszélt német nyelvről többen még ma is állítják, hogy Burgtheaterdeutsch. A Burg színpadán beszélt német Ausztriában valóban mindig irányadónak számított. Az osztrákok számára örök téma a Burgtheater "elnémetesedése", a társulat és a személyzet nagy része német színészekből áll. Igaz, sok német színész szinte már bécsinek számít, mint például Michael Heltau (aki Jacques Brel dalai mellett a bécsi „Wienerlied” egyik legjelentősebb előadója is) vagy a Nestroy-specialista Robert Meyer, aki úgy beszél „bécsiül” (wienerisch), mintha mindig itt élt volna.
A publikummal kapcsolatban érdekes megemlíteni az ún. függönytilalmi rendeletet (Vorhangverbot), amely 1798-ra nyúlik vissza. Akkoriban a rendelet megtiltotta, hogy a társadalmilag igen nagy elismertségnek örvendő színészek az előadás végén kijöjjenek a függöny elé, és meghajoljanak a „közönséges” nézők előtt (holott a nézők akkoriban maguk is előkelőségek voltak). Kivételt csak a vendégművészek, a debütáló színészek és a gyerekszereplők képeztek. Ez a különös rendelet csak a Burgtheaterra volt érvényes, és csak 1983-ban oldották fel. Annak idején Attila Hörbiger és testvére, Paul Hörbiger lelkesen harcoltak eltörléséért, Paul Hörbiger azonban nem érhette meg a rendelet hatályon kívül helyezését, ui. 1981-ben elhunyt.

## A Burgtheater technikai különlegességei

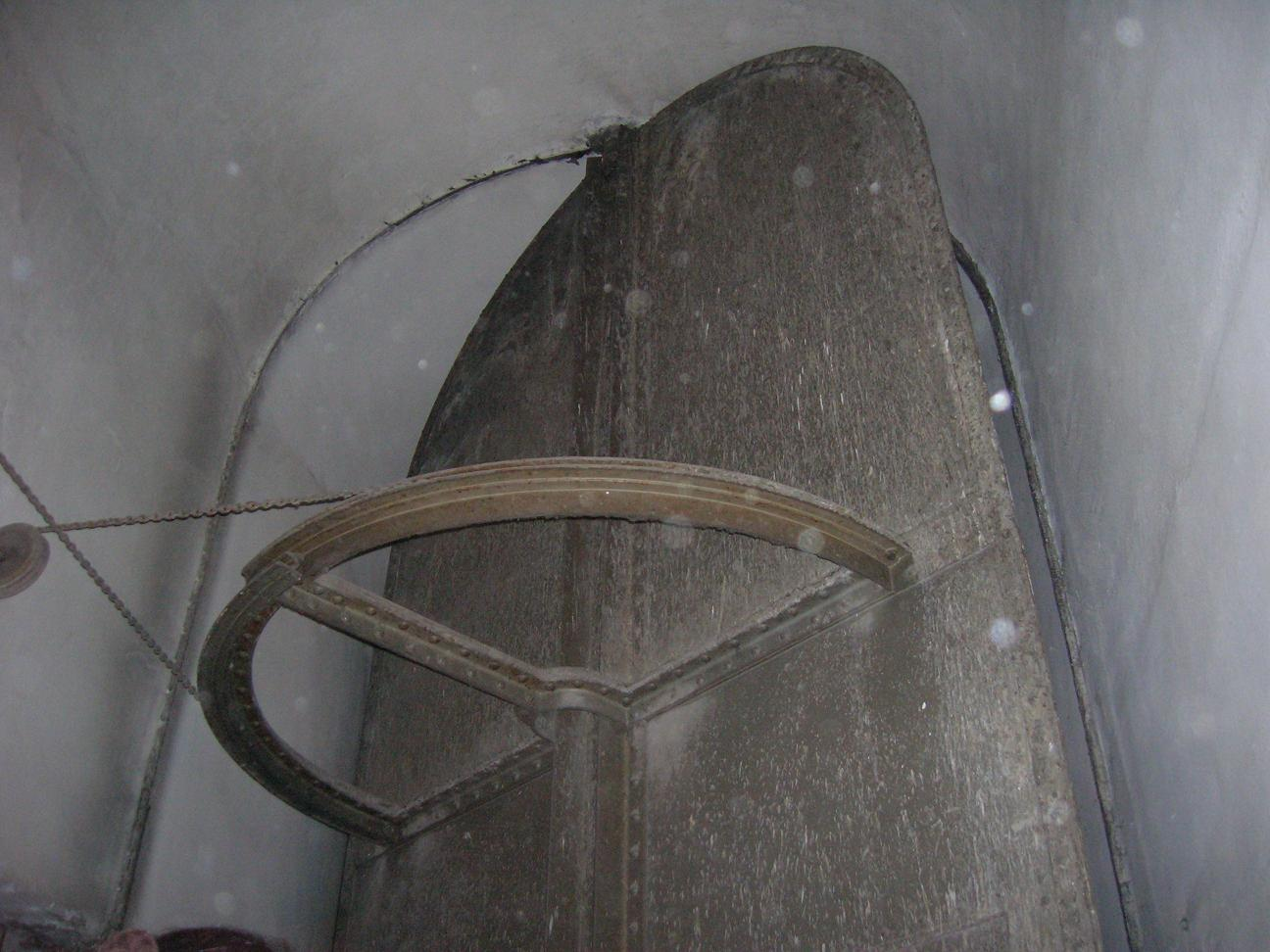
Szellőzőberendezés ajtaja

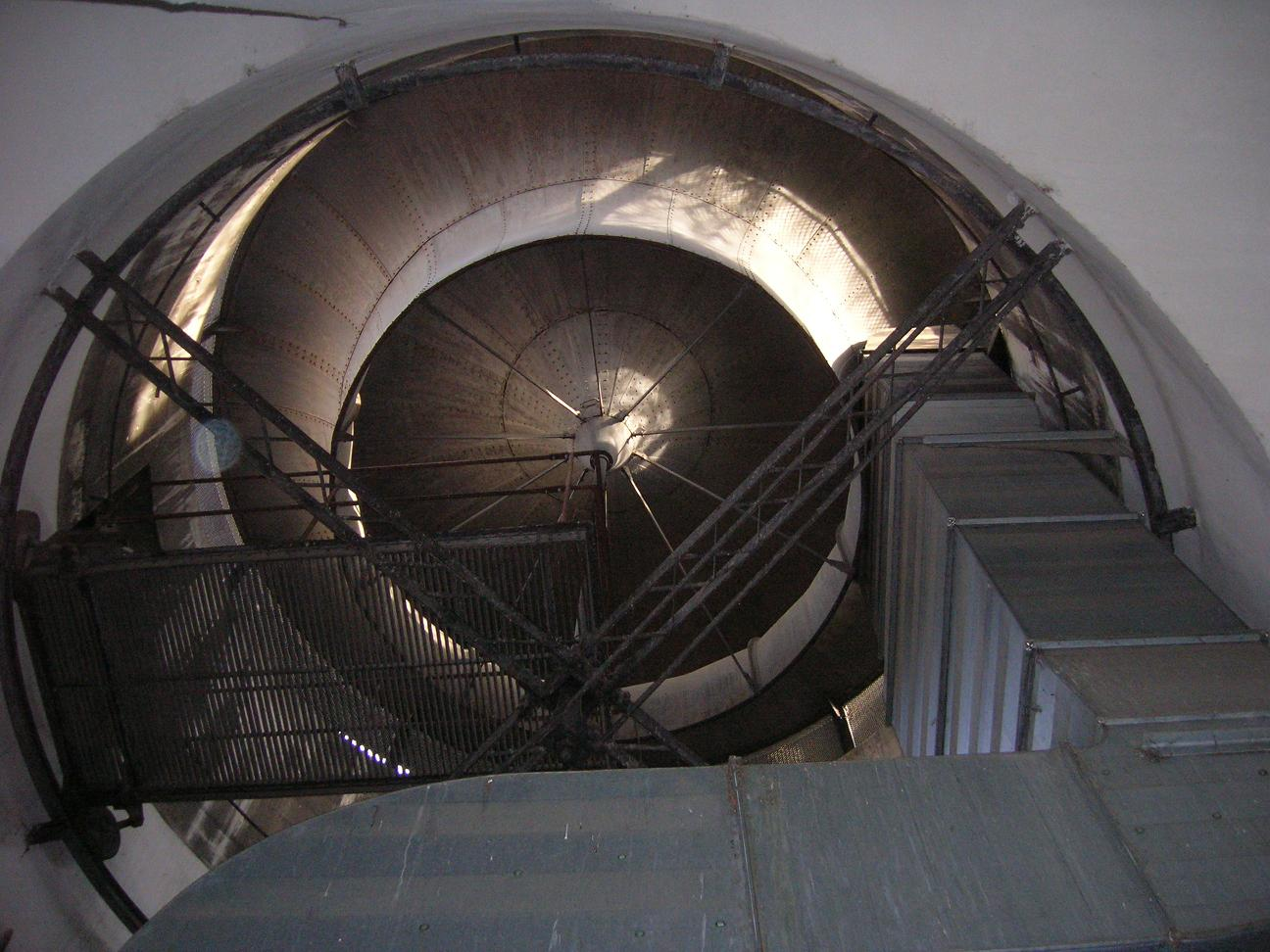
Szellőzőberendezés alulról fényképezve

Az érdeklődők a szokványos építészeti idegenvezetésen kívül külön bejelentésre ún. technikai idegenvezetésre is válthatnak jegyet, amelynek során sok különlegességgel ismerkedhet meg a látogató. Az egyik legérdekesebb látnivaló a színház szellőzőrendszere, amely még az eredeti épület tartozéka volt.

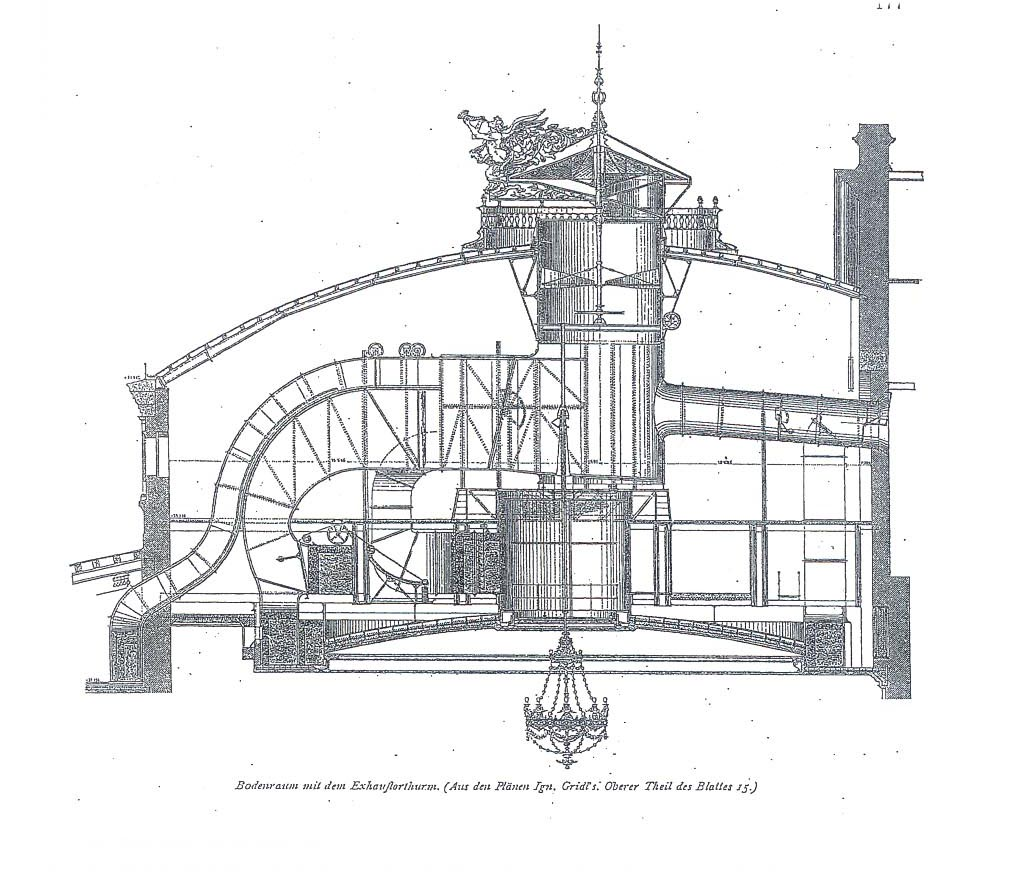
A szellőzőberendezés eredeti terve (Ignaz Gridl)

Az Ignaz Gridl által tervezett rendszer egy hatalmas szívóberendezésből áll, amely az elhasznált levegőt kicseréli frissre és fel is melegíti azt. Ennek a berendezésnek az egyik vége a Volksgartenban látható "gombácska" alatt található. A levegőt a rendszer a nézőtérre vezeti, az elhasznált levegő felszáll a kupola felé. A tetőn egy szélkakas-szerű figura, a kupolán található angyal (Blasengel) mögötti szelepen át távozik az elhasznált levegő. Szép időben a színház tetejére is felmehetnek a látogatók. A színház teteje az osztrák tévéből is ismert: egyik fontos meteorológiai mérőpont, a részletes időjárás-jelentések egyik helyszíne. Maga a színház az Operaház után a legnagyobb osztrák színház, 1340 férőhelyes. A színpad 1000 nm alapterületű és összesen öt emeletből áll. A vasfüggöny 16 tonnás és tűz esetén 20 másodperc alatt hermetikusan lezárhatja a nézőteret a színpadtól. A bécsieknek igen rossz emlékük az 1881-es Ringtheater-tűz, melynek során az egykori színház teljesen megsemmisült és a tűz több száz áldozatot követelt. 1882-ben rendeletet hoztak arról, hogy minden nagyobb színházat kötelező vasfüggönnyel ellátni. A mai vasfüggöny már modernebb, mint az eredeti, az 50-es években, az újjáépítés során cserélték ki.

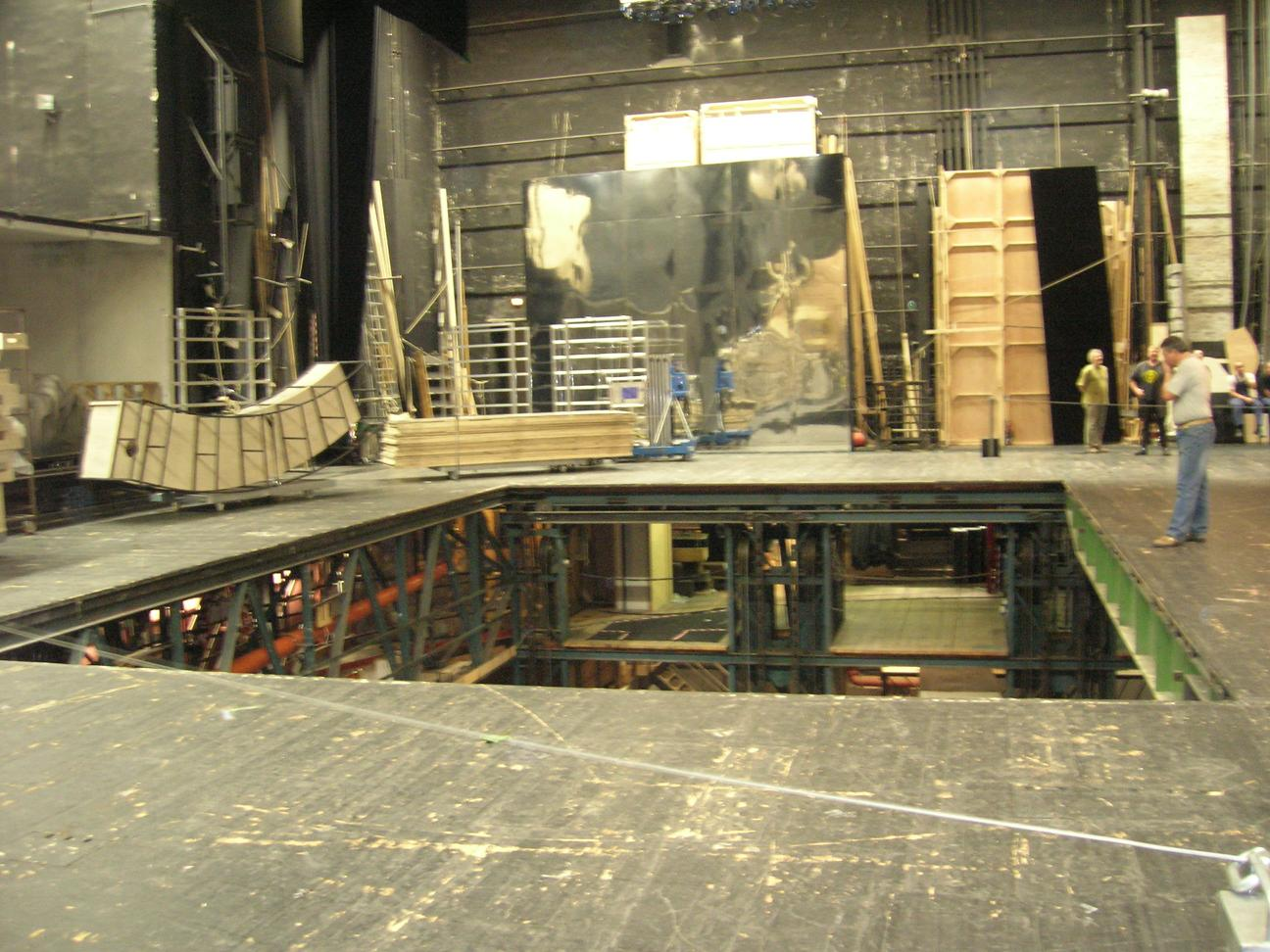
A színpad

A színpad forgócilinderes, ma már automatikával működik. Súgólyuk már régen nincs – a színészek többnyire rádió-technológiával kapnak segítséget.

## A Burgtheater létesítményei

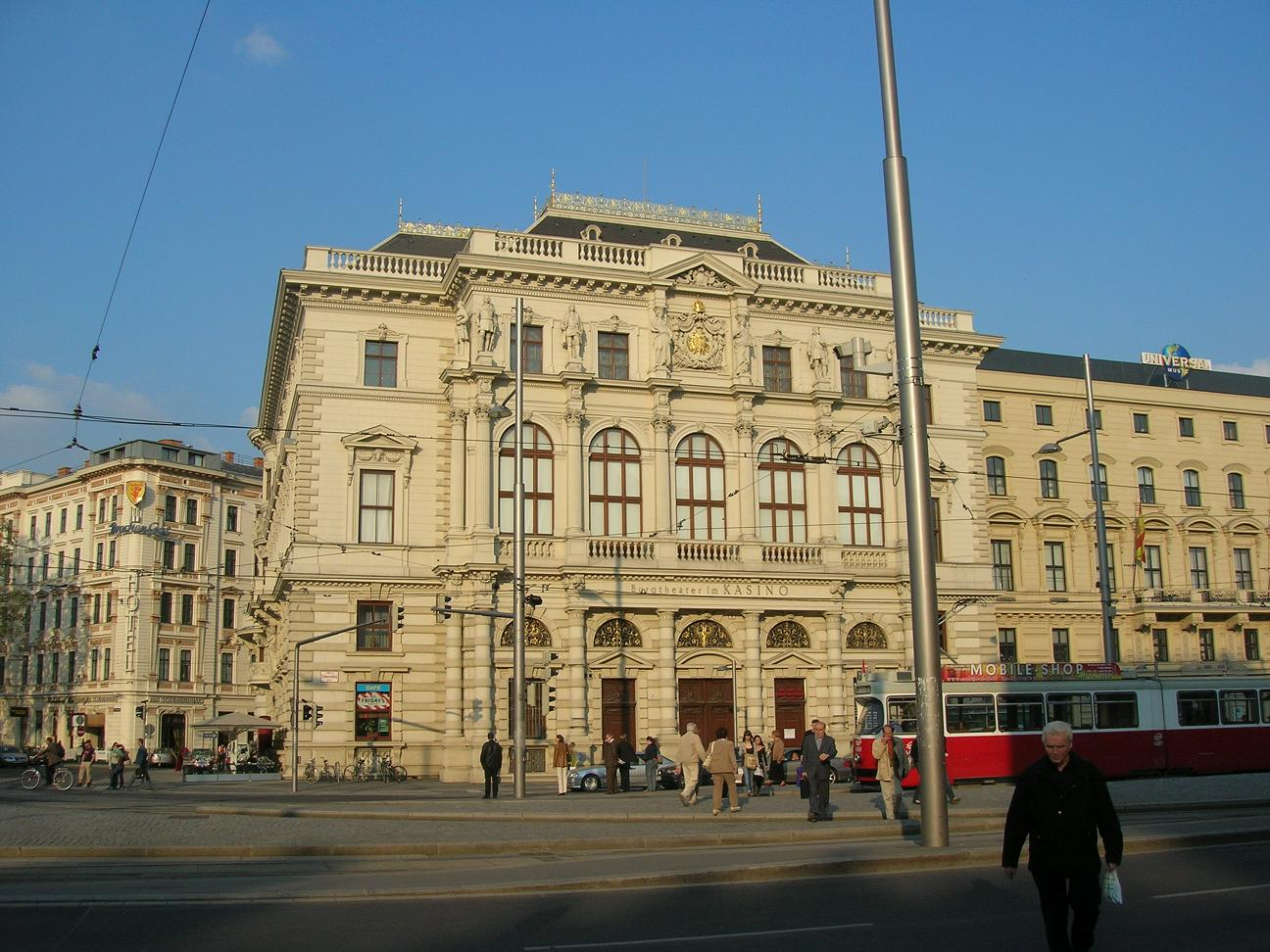
Kasino a Schwarzenbergplatzon

A Burgtheater kamaraszínháza az Akademietheater a Musikverein mellett.
1922-ben nyílt meg Ludwig Baumann tervei alapján. A Vestibül stúdiószínpad a színház bal szárnyában található, a Landtmann kávéházzal szembeni díszlépcső alatt. 1981-ben nyitották meg a Schwarzenbergplatzon a Kasino-t, ahol főleg modern, kísérleti jellegű színházi projekteket, felolvasó esteket, illetve fiatal rendezők első próbálkozásait lehet megtekinteni. A Burgtheater kupolája alatti Lusterboden ("Csillárpadlás") színpadán is voltak előadások, de tűzrendészeti okokból ma már csak próbaszínpadnak használják. Néha különleges helyeken is tartanak előadásokat, mint pl. a bécsi Képzőművészeti Akadémia anatómiai termében vagy az Arsenal próbaszínpadon. Az Arsenal egy hajdani katonai objektum a 3. kerületben, ahol többek között a Burgtheater több létesítménye is helyet kapott, mint például a központi jelmez- és díszletműhely, amely az összes osztrák színházat ellátja jelmezzel és külföldi létesítményeknek is szállít. A színháznak több próbaszínpada is van, a Lusterbodenen és az Arsenalon kívül a 15. kerületi Turnergasséban.

## Társulat

### A Burgtheater társulatának jelenlegi legismertebb tagjai
(A színészek többségéről a német Wikipédián részletesen lehet olvasni)
Sven-Eric Bechtolf,
Patrick O. Beck,
Anne Bennent,
Gerd Böckmann,
Klaus Maria Brandauer,
Andrea Clausen,
Kirsten Dene,
Annemarie Düringer,
Regina Fritsch,
Bruno Ganz,
Karlheinz Hackl,
Sylvia Haider,
Dorothee Hartinger,
Sabine Haupt,
Urs Hefti,
Michael Heltau,
Markus Hering,
Daniel Jesch,
Gertraud Jesserer,
Andrea Jonasson,
Corinna Kirchhoff,
Ignaz Kirchner,
Roland Koch,
Johannes Krisch,
Jutta Lampe,
Susanne Lothar,
Michael Maertens,
Peter Matic,
Tamara Metelka,
Markus Meyer,
Robert Meyer,
Petra Morzé,
Cornelius Obonya,
Johann Adam Oest,
Nicholas Ofczarek,
Elisabeth Orth,
Caroline Peters,
Denis Petkovic,
Christiane von Poelnitz,
Klaus Pohl,
Branko Samarovski,
Udo Samel,
Martin Schwab,
Libgart Schwarz,
Heinrich Schweiger,
Peter Simonischek,
Johannes Terne,
Ulrich Tukur,
Gert Voss,
Johanna Wokalek,
Werner Wölbern,
Gusti Wolf,
Bibiana Zeller,
Heinz Zuber.
- A társulat doyenne-je (rangidős tagja) Elisabeth Orth, doyenje pedig Michael Heltau. (Rangidős tag mindig az, aki az adott társulatban a legrégebben tag, a cím a tulajdonos halála utána száll át a sorrendben következőre)
- A társulat 100 szerződött tagján kívül több mint 300 alkalmazottja van a színháznak, és gyakran érkeznek meghívott művészek is. A statisztákat gondos válogatás során szemelik ki, a statisztéria vezetője maga is színész.

### A Burgtheater híres egykori társulati tagjai
Wolf Albach-Retty,
Rosa Albach-Retty,
Raoul Aslan,
Ewald Balser,
Joachim Bissmeier,
Hedwig Bleibtreu,
Marcus Bluhm,
Uwe Bohm,
Markus Boysen,
Rolf Boysen,
Marion Breckwoldt,
Traugott Buhre,
Horst Caspar,
Bruno Dallansky,
Theodor Danegger,
Max Devrient,
Birgit Doll,
Käthe Dorsch,
Margarethe Dux,
Heinz Ehrenfreund,
Maria Eis,
Christine Enghaus,
Richard Eybner,
O. W. Fischer,
Peter Fitz,
Ludwig Gabillon,
Zerline Gabillon,
Wolfgang Gasser,
Alexander Girardi,
Boy Gobert,
Käthe Gold,
Carla Hagen,
Amalie Haizinger,
Heidemarie Hatheyer,
Fred Hennings,
Jürgen Hentsch,
Miguel Herz-Kestranek,
Thomas Holtzmann,
Judith Holzmeister,
Attila Hörbiger,
Christiane Hörbiger,
Paul Hörbiger,
Gusti Huber,
Wolfgang Hübsch,
Antonie Janisch,
Curd Jürgens,
Josef Kainz,
Ida Krottendorf,
Josef Lewinsky,
Pavel Landovsky,
Jenny Lattermann,
Hugo Lindinger,
Robert Lindner,
Theo Lingen,
Ferdinand Maierhofer,
Leslie Malton,
Paulus Manker,
Johanna Matz,
Josef Meinrad,
Kurt Meisel,
Birgit Minichmayr,
Heinz Moog,
Hans Moser,
Ulrich Mühe,
Fritz Muliar,
Alfred Neugebauer,
Dorothea Neff,
Susi Nicoletti,
Hanns Obonya,
Joseph Offenbach
Max Ophüls,
Elfriede Ott,
Dorothea Parton,
Karl Paryla,
Romuald Pekny,
Erika Pluhar,
Will Quadflieg,
Charles Régnier,
Heinz Reincke,
Ulrich Reinthaller,
Veit Relin,
Walther Reyer,
Hilde Rom,
Albert Rueprecht,
Heinz Rühmann,
Adele Sandrock,
Fritz Schediwy,
Erich Schellow,
Wenzel Scholz,
Joseph Schreyvogel,
Albin Skoda,
Adolf von Sonnenthal,
Sigfrit Steiner,
Lena Stolze,
Curth Anatol Tichy,
Jane Tilden,
Hans Thimig,
Helene Thimig,
Hermann Thimig,
Hugo Thimig,
Eckart Uhlmann,
Martha Wallner,
Peter Weck,
Oskar Werner,
Paula Wessely,
Charlotte Wolter,
Klausjürgen Wussow,
Eleonore Zetzsche,
Kurt Zips

### Rendezők
Jelenleg a következő rendezők dolgoznak rendszeresen a Burgtheaternál:
Stefan Bachmann, Igor Bauersima, Karin Beier, Andrea Breth, Barbara Frey, Klaus Michael Grüber, Sebastian Hartmann, Niklaus Helbling, Friederike Heller, Grzegorz Jarzyna, Stephan Kimmig, Martin Kušej, Thomas Langhoff, Carolin Pienkos, Christiane Pohle, Silviu Purcarete, Rimini Protokoll, Christoph Schlingensief, Nicolas Stemann, Peter Zadek

### Magyar vonatkozások
Magyar szempontból érdekes, hogy két magyar rendező is szerepel ezen a listán: Ascher Tamás, aki Osztrovszkij: Erdő c. drámáját vitte színre és Schilling Árpád, aki 2005-ben a Hamlet című  drámát dolgozta át.

## Ősbemutatók (válogatás)
- 1782 – Szöktetés a szerájból, Wolfgang Amadeus Mozart daljátéka
- 1786 – Figaro házassága, Wolfgang Amadeus Mozart vígoperája
- 1790 – Cosí fan tutte, Wolfgang Amadeus Mozart vígoperája
- 1795. március 29. "No. 2. zongoraverseny" Ludwig van Beethoven
- 1817 – Az ősasszony (Die Ahnenfrau), Franz Grillparzer drámája
- 1818 – Sappho, Franz Grillparzer drámája
- 1889 – Gyges és gyűrűje, Friedrich Hebbel darabja
- 1895 – A flört (Liebelei), Arthur Schnitzler darabja
- 1974 – Vadásztársaság, Thomas Bernhard darabja, Claus Peymann rendezésében
- 1988 – Hősök tere (Heldenplatz), Thomas Bernhard darabja
- 1998 – Sportdarab (Ein Sportstück), Elfriede Jelinek darabja
- 2000 – Viridiana, Luis Buñuel azonos című filmje nyomán
- 2004 – Schwarzenbergplatz a Kasinóban (a „Rimini Protokoll”-rendezőcsapat produkciója)
- 2006 – Boulevard Sevastopol, Igor Bauersima, Akademietheater